# Наводнение на Сардинии (2013)
Наводнения на Сардинии в 2013 году произошли в сардинском городе Ольбия и его окрестностях в период с 17 по 19 ноября 2013 года. Они также затронули другие районы северо-восточной Сардинии и унесли жизни по меньшей мере 18 человек. Тысячи людей остались без крова. Больше всего пострадала Ольбия и в целом весь регион Галлуры. Наводнение нанесло ущерб на сумму более 1 миллиарда евро.

## Воздействие
Наводнение было связано с внетропическим циклоном Клеопатра в западной части Средиземноморского бассейна в ноябре 2013 года, который развил медленно движущиеся комплексы гроз, когда холодный воздух, поступающий с севера, вошел в Средиземное море и вступил во взаимодействие с теплым влажным воздухом на востоке.
Непрерывный дождь в течение двух дней привел к разливу рек в северо-восточной части Сардинии, затопив коммуну Торпе и такие города, как Ольбия, Нуоро и Ористано. Циклон вызвал чрезвычайно сильный дождь на острове Сардиния, и за 90 минут утром 19 ноября выпало более 440 мм (17 дюймов) осадков, что привело к наводнениям и разлившимся рекам, которые вышли из берегов. Сильнее всего пострадал район вокруг северо-восточного города Ольбия, где уровень воды до 3 м (120 дюймов) привел к затоплению автомобилей и домов.
Кроме того, паромное сообщение между Неаполем и островами Капри, Искья и Прочида пострадало от штормовых ветров и сильного волнения, а плохая погода распространилась на Калабрию и Кампанию на юге материковой части Италии. На севере, вплоть до Рима, власти вели наблюдение за рекой Тибр.

## Последствия
По меньшей мере 18 человек погибли в результате наводнения на Сардинии. Премьер-министр Италии Энрико Летта объявил на острове чрезвычайное положение, назвав его «национальной трагедией», пообещав 20 миллионов евро на реконструкцию. По состоянию на 2014 год вышеупомянутые средства так и не были выделены.
19 ноября парламент Европейского Союза почтил минутой молчания память жертв, как и ожидалось от соболезнования президента Европейской комиссии Жозе Мануэля Дурао Баррозу.
Дата национального дня траура была установлена на 22 ноября с приспусканием флага Италии.